# 南京方言字
南京字、南京話字、南京話用字、南京方言用字是泛稱用於書寫南京話白話文的漢字。

## 南京話方言字
对很多地方话而言，“方言字”多是古代典籍中已曾使用的漢字（即使存在少数无字源的“方言字”，也跟北京话中的“的”、“个”等字类似，为有一定历史的假借字），而並非為某一方言生造出來，參見漢朝書籍《方言》。自古至今有數萬漢字，而現代以北京話為基礎的普通話只用其中的數千，其它大量漢字依舊在各方言口語中使用。由於語文教育以普通話為基礎，大多數人從沒學過自己方言獨有（而北京官話沒有）的字眼應該如何寫，於是這些普通話用不上的字就被當成了冷僻的方言字。大多數人也會誤以爲，自己的方言詞彙來源不明，沒有漢字能表達。
下面有些字可能要先安裝海峰五筆的超大字符集支持包和最新版瀏覽器（如IE9、火狐6.0等）才能正確顯示。由於簡化字有合併現象，要在本頁上方選擇繁體，才能正確顯示本字。
下面的注音依照老南京話分尖團音 、分平翹音。
| 字 | 讀音（偏老派）                   | 意義                                                   | 舉例 | 古字典記錄舉隅                                                                                             | 備註 |
| -- | -------------------------------- | ------------------------------------------------------ | --- | --- | --- |
| 獃 | ä2 [ɛ ˩˧ ] 音同“皚”              | 形容詞，確定的，不會變通的。                           | 1. ～的嘛 2. 這人真～板 | 《廣韻》“獃：獃癡，像犬小時，未有分別。五來切”                                                             | 也写作“呆板” |
| 欸 | ä3 [ɛ ˨˩˨ ] 音同“矮”             | 嘆詞，表示不錯、正是、然也。                           | “車子阿是你修好噠？”“～，是我” | 《廣韻》“欸：相然譍也。於改切”                                                                             | 揚雄《方言》：“欸、𧫦，然也。南楚凡言然者曰欸，或曰𧫦。”，相當於英語yes。 |
| 䇑 | ba4 [pa ˦˦ ] 音同“霸”            | 名詞，矮人站立的樣子。                                 | 矮子～ | 《說文解字》（段注本）“䇑：短人立，䇑䇑貌。傍下切。”                                                       | |
| 㗗 | bei3 [pəɪ ˨˩˨ ] 音同“背”變上聲   | 動詞，用兩手折，拗                                     | 把棍子～斷 | 《廣韻》“㗗：相分解也。甫委切”                                                                             | |
| 焙 | bei4 [pəi ˦˦] 音同“倍”           | 動詞，略烘，（用油）略煎。                             | 1.先把青菜～一下。 2. 《太平廣記·郫縣民》：“刳剔五臟，盤而串之，置于火，～之數日。”                                                                  | 《康熙字典》“焙：《集韻》蒲昧切《正韻》步昧切，𠀤音佩。煏也。”                                             | 又有異體字“𤊷”。 |
| 瀌 | biao1 [piɔ ˧˩ ] 音同“標”         | 動詞，液體受壓從小孔里噴出。                           | 1. 他中了子彈，血直～ 2.《詩經·角弓》:“雨雪～～，見晛曰消”。                                                                                         | 《說文解字》（段注本）“瀌瀌：雨雪貌。甫嬌切。”                                                             | |
| 摽 | biao4 [piɔ ˦˦ ] 音同“驃”         | 動詞，對抗，鬥，比。                                   | 1. 不論喝酒還是打架，你都～不過他 2.《管子·侈靡》:“智以招請，廉以～人”                                                                               | 《說文解字》（段注本）“摽：擊也。從手，票聲，符少切。”                                                     | |
| 鉢 | bo5 [po ˥ ] 音同“勃”             | 名詞，燒菜的罐。                                       | 用陶瓷～子煨湯 | 《字彙》“鉢：北末切，音撥。食器。”                                                                         | 又有異體字“缽”“盋”。 |
| 𨃓 | cha2 [tʂʰa ˩˧ ] 音同“茶”         | 動詞，踩、踏入（不宜行走之處）。                       | 1.一脚～到泥潭裏頭 2.《金瓶梅》：“倒把我一腳～在雪裡。”                                                                                              | 《字彙》“𨃓：直加切，行難進貌。”                                                                           | 南京會說成第三聲，可能是受“踩”的影響。 |
| 鑔 | cha3 [tʂʰa ˨˩˨ ] 音同“查”變上聲  | 名詞，金屬打擊樂器。                                   | ～鈸ba5 | | |
| 訬 | chao1 [tʂʰɔ ˧˩ ] 音同“抄”        | 動詞，喧擾。                                           | 不要～，我一刻兒就去你那塊 | 《說文解字》（大徐本）“訬：繞也。楚交切。”                                                                 | |
| 叉 | chä1 [tʂʰɛ ˧˩ ] 音同“釵”         | 名詞，端頭分岔的器具。                                 | ～燒 | 《廣韻》“叉：兩枝也……楚佳切。”                                                                             | 廣韻記載初牙、楚佳二切，分別對映cha1、chä1二音。“叉燒”南京只用第二個音。 |
| 胂 | chen1 [tʂʰə̃ ˧˩ ] 音同“嗔”        | 動詞，伸展。                                           | ～懶腰 | 《集韻》“胂：伸身也。癡鄰切。”                                                                             | |
| 𨒬 | chr1 [tʂʰʅ ˧˩ ] 音同“痴”         | 動詞，滑。                                             | 1. 他往地上一～，不走了 2. 從滑梯高頭～下去 | 《廣韻》“𨒬：走貌。處脂切”                                                                                 | |
| 誺 | chr1 [tʂʰʅ ˧˩ ] 音同“痴”         | 動詞，欺騙。                                           | 別～我上當 | 《廣韻》“誺：誤也。丑知切。” 《正字通》“誺：或曰以言相欺曰謾，以言相誣曰誺。……音痴。”                      | |
| 㓾 | chr2 [tʂʰʅ ˩˧ ] 音同“池”         | 動詞，剖魚。                                           | ～魚，準備紅燒 | 《字彙》“㓾：先齊切，音‘犀’。傷皮也。又陳知切，音‘池’。㓾魚”                                               | 南京人多平舌讀如“詞”，出韻。 |
| 攄 | chu1 [tʂʰu ˧˩ ] 音同“處”變陰平   | 動詞，伸（臂），藏塞，放置。                           | 1.把手～到洞裏 2. 你把我的衣服～哪塊啦？ 3.《焦氏易林·困之》: “舉翅～翼”                                                                             | 《廣韻》“攄：舒也，丑居切”                                                                                 | |
| 杵 | chu3 [tʂʰu ˨˩˨ ] 音同上聲“處”    | 動詞，呆立不動。                                       | 1.你～在那裡幹嘛？ 2. 嫑發～，快幹活！ | 《說文解字》（大徐本）“杵：舂杵也。從木，午聲。昌與切。”                                                   | 杵插臼中，引申為呆立不動。 |
| 杵 | chu3 [tʂʰu ˨˩˨ ] 音同上聲“處”    | 動詞，言詞頂撞。                                       | 我～他一句 | 《說文解字》（大徐本）“杵：舂杵也。從木，午聲。昌與切。”                                                   | 以杵舂米，引申為頂撞。 |
| 諔 | chu5 [tʂʰu ˥ ] 音同“出”          | 形容詞，奸詐。                                         | 1. 又奸又～ 2. 《莊子·德充符》:“彼且蘄以～詭幻怪之名聞”                                                                                              | 《四聲篇海》“諔：之六、昌六二切。詭也。”                                                                   | |
| 咠 | ci5 [tsʰi ˥ ] 音同“七”           | 形容詞，悄悄的以免被發現。                             | 1. ～～摸摸 | 《說文解字》（段注本）“咠：聶語也。聶，附耳私小語也。七入切。”                                             | |
| 皵 | ci5 [tsʰi ˥ ] 音同“七”           | 名詞，皮屑。                                           | 1. 洗澡水裏好多垢～頭兒。 2.明代馮夢龍《情史類略》：“肌膚皴～，絕可憎惡”                                                                             | 《廣韻》“皵：皮細起。七迹切。”                                                                             | |
| 蹡 | ciang4 [tsʰiã ˦˦] 音同“嗆”       | 動詞，斜著靠立                                         | 把棍子～在墻上 | 《廣韻》“蹡：踉蹡行不正貌。七亮切。”                                                                       | |
| 劁 | ciao2 [tsiɔ ˩˧] 音同“樵”         | 動詞，（閹）割斷                                       | 1. ～豬 2.《觀懷素草書歌》：“天臺古杉一千尺，崖崩～折何崢嶸”                                                                                         | 《集韻》“劁：《博雅》斷也，刈也。慈焦切”                                                                   | |
| 撏 | ciän2 [tsʰɛ̃ ˩˧] 音同“前”         | 動詞，拔(毛)。                                         | 1.用鑷子給雞～毛 2.唐代賈島《原居即事言懷贈孫員外》：“鑷～白髮斷” 3.明代吳承恩《西遊記》：“踢打～毛”                                                 | 《集韻》“撏：徐廉切。摘也。”                                                                               | |
| 尋 | cin2 [tsʰin ˩˧] 音同“秦”         | 動詞，搜找、賺取                                       | 1.～死 2.～錢 | 《集韻》“尋：徐心切。《說文》釋理也。”                                                                     | 根據中古音到現代北方話的演變規律，“尋”韻母應該是in。北京話讀ün，是民間讀白字了，受推普影響，南京人也讀成“旬”。                                                                              |
| 萩 | ciou1 [tsʰiəɯ ˧˩] 音同“秋”       | 動詞，（煙）熏，嗆人                                   | 1. 生火的時候～死了 2. 《管子·禁藏篇》：“當春三月，～室熯造。”                                                                                       | 《說文解字》（段注本）“萩：蕭也。從艸，秋聲，七由切。”                                                     | 萩本是一種蒿類植物，氣味鬱臭，可辟毒氣，古人新造好房室，就在室内燒萩、熏房子。 |
| 醔 | ciou1 [tsʰiəɯ ˧˩] 音同“秋”       | 動詞，漉取、篩取（醬汁）                               | 醬油在南京又叫～油。 | 《集韻》：“篘，漉取酒也。初尤切。” 《廣韻》》：“篘：酒篘。醔：上同。楚鳩切。”                              | 中古擬音[tʂʰɨu]，按中古音到現代南京音的演變規律，三等介音應該消失從而讀如cou1，不過此處發音滯古，保留介音。                                                                                 |
| 𧼭 | ciou4 [tsʰiəɯ ˦˦] 音同“秋”變去聲 | 動詞，進前，靠近。                                     | 大家一起～過來看他的新手機。 | 《類篇》“𧼭：千繡切，犇也。”                                                                               | 廣韻誤作“䞭” |
| 矬 | co2 [tsʰo ˩˧] 音同“痤”           | 形容詞，差、有缺陷的。                                 | 1.他長得太～ 2. 《北史·宋隱傳》：“形貌～陋” | 《廣韻》“矬：短也。昨禾切。”                                                                               | |
| 爨 | cuang4 [tsʰuã ˦˦] 音同“竄”       | 動詞，煨、煮。                                         | 1.鯽魚～湯 2.《左傳·宣公十五年》：“易子而食，析骸以～”。                                                                                             | 《玉篇》“爨：千亂切，竈也。齊曰炊”                                                                         | 民間常用俗字“汆”。 |
| 黢 | cü5 [tsy ˥] 音同“趣”變入聲       | 形容詞，黑。                                           | 1.髒鍋黑～～的。 2. 《躋春臺》：“形容憔悴，一身～黑。”                                                                                               | 《集韻》“黢：黑也。促律切。”                                                                               | |
| 趀 | cy1 [tsʰɿ ˧˩ ] 音同“此”變陰平    | 動詞，噴射。                                           | 水管有小漏孔，～出好多水 | 《說文解字》“趀：倉卒也。取私切。”                                                                         | |
| 沓 | da5 [ta ˥] 音同“答”              | 量詞，用於計算重疊的片狀物。                           | 1.桌上有一～白紙。 2. 清代唐訓方《里語徵實》：“晏元獻平居不棄一紙，雖封皮亦十百為～。猶今之言一套也。書稱幾～本此。”                                 | 《玉篇》“沓：徒合切。重叠也”                                                                               | |
| 等 | dä3 [tɛ ˨˩˨ ] 音同“歹”           | 形容詞，衆多，齊全。                                   | 1.馬路上人～呢 2.唐代韓愈《許國公神道碑銘》：“上之宅憂，公讓太宰；養安蒲坂，萬邦绝～。”                                                              | 《廣韻》“等：齊也。多改切，又多肯切。”                                                                     | “等”字中古有兩個讀音，一個讀如“待”變上聲，一個讀如“登”變上聲，都是衆多的意思。普通話只傳承後一個讀音。                                                                                      |
| 扚 | di5 [ti ˥] 音同“滴”              | 動詞，拽，拔。                                         | 給豬皮～毛 | 《玉篇》“扚：丁激切。引也”                                                                                 | |
| 裰 | do5 [to ˥] 音同“奪”              | 動詞，補。                                             | 1.用縫絍機～兩針 2. 《全唐詩·勉牛生夏侯生》：“酬富貴兮麻～莎鞋。”                                                                                    | 《廣韻》“裰：補裰舊衣也。丁括切。”                                                                         | |
| 沰 | do5 [to ˥] 音同“奪”              | 動詞，淋。                                             | 他～着雨了 | 《集韻》“沰：當各切。滴也”                                                                                 | |
| 䐾 | do5 [to ˥] 音同“奪”              | 形容詞，形容肥的樣子。                                 | 這小胖子長得肥～～的。 | 《龍龕手鏡》“䐾：徒各切。肥貌也”                                                                           | |
| 倲 | dong1 [tũ ˧˩] 音同“東”           | 形容詞，儱倲，形容老人行動或頭腦遲緩                   | 這人才五十多嵗，都儱～了。 | 《集韻》“倲：儱倲，劣也”都籠切                                                                             | |
| 揄 | dou4 [təɯ ˦˦] 音同“豆”           | 動詞，引燃、生火。                                     | ～爐子 | 《四聲篇海》“揄：徒口切。引也”                                                                             | |
| 鬭 | dou4 [təɯ ˦˦] 音同“豆”           | 動詞，接，湊在一起。                                   | 1.把榫頭～上去。 2.《說文通訓定聲》：“今木工所謂～榫是也”                                                                                            | 《說文》“鬭：都豆切。遇也。”                                                                               | 民間也用俗字“𢭃”。 |
| 𧞐 | du5 [tu ˥] 音同“獨”              | 動詞，縫補。                                           | 用縫紉機～幾針 | 《玉篇》“𧞐：多木切，衣至地也。補也。”                                                                     | |
| 篤 | du5 [tu ˥] 音同“獨”              | 動詞，小火燒開。                                       | 把湯～一下 | 《說文解字》（大徐本）“篤：馬行頓遲。從馬，竹聲，冬毒切”                                                   | 擬聲詞變動詞。湯沸騰後，用小火繼續煮，則保持小沸，發出“篤篤”的聲音。 |
| 剢 | du5 [tu ˥] 音同“獨”              | 動詞，用尖銳物猛插入。                                 | 他用飛鏢往牆上一～。 | 《廣韻》“剢：刀鋤。丁木切。”                                                                               | |
| 䃍 | duei1 [duəi ˧˩] 音同“堆”         | 形容詞，礧䃍，形容笨重複雜得難以收拾，也指人無能。     | 1.這麼大的櫥搬起來真礧～。 2. 這人做事礧～死了。 | 《廣韻》“䃍：礧䃍，物墜也。”徒對切                                                                         | 礧䃍是疊韻聯綿詞，《廣韻》記錄為去聲，今南京話讀成平聲，略出韻。另《廣韻》還有上聲疊韻連綿詞“𨻾𡑈”“頛頧”“𦢏𦞙”都讀做luei3 duei3,本義和礧䃍相近，是同源詞。                                  |
| 餥 | fei1 [fəɪ ˧˩ ] 音同“飛”          | 名詞，飯館的卡片狀憑證，付錢得此證，憑此證得到食物     | 吃飯先買～子 | 《龍龕手鏡》“餥：非匪二音。餱也，一曰相請食也。”                                                           | 漢代劉熙《釋名·釋飲食》：“餱，候也。候人飢者以食之也。” |
| 矸 | gang3 [kã ˨˩˨ ] 音同“趕”         | 動詞，頂撞。                                           | 他在我背後～了我一下 | 《廣韻》“矸：擊。古旱切。”                                                                                 | |
| 掆 | gang4 [kã ˦˦ ] 音同“幹”          | 動詞，頂。                                             | 鞋裏有石子～腳 | 《廣韻》“掆：捎掆，舁也，出《字林》。古浪切。”                                                             | |
| 該 | gä1 [kɛ ˧˩ ] 音同“垓”            | 動詞，把飯菜從一個容器轉盛到另一容器中。               | 我把飯～給你 | 《玉篇》“該：古來切，盛也。”                                                                               | |
| 過 | go1 [ko ˧˩ ] 音同“鍋”            | 形容詞，錯過。                                         | 1.演出時間～了 2.坐汽車去電影院，結果坐～了。 3. 晏殊《浣溪沙》“小閣重簾有燕～”                                                                      | 《說文》“過：度也。从辵，咼聲，古禾切”                                                                     | “過”自古有平聲、去聲兩讀，且意思相近。晏殊《浣溪沙》須平聲方符合詞牌聲律。南京話中，做動詞用去聲，做形容詞讀陰平。                                                                          |
| 彀 | gou4 [kəɯ ˦˦ ] 音同“夠”          | 動詞，擲出或伸出以便達到。                             | 1.櫥頂的東西我～不著。 2.這款洲際導彈能～得著一萬公里以外的敵人。 3.《紅樓夢》“這張琴不是短，因我小時學撫的時候，別的琴都～不著，因此特地做起來的。” | 《玉篇》“彀：古豆切，張弓弩也。”                                                                           | 古指張弓以便使箭達到。又轉指箭所能達到的範圍，如《莊子》：“遊於羿之彀中”。今義又引申。 |
| 垢 | gu3 [ku ˨˩˨ ] 音同“古”           | 名詞，髒污。                                           | 1. 洗澡水裏好多～皵頭兒。 2.《楚辭·哀時命》：“務光自投于深淵兮，不獲世之塵～。孰魁崔之可久兮，願退身而窮處。”                                        | 《康熙字典》“垢：《唐韻》古厚切，《集韻》《韻會》《正韻》舉后切，並音‘苟’。塵滓也。又葉公胡切，讀若‘古’。” | 不少方言白讀成去聲。 |
| 𣨍 | gu5 [ku ˥ ] 音同“骨”             | 形容詞，𣨍殐，令人不舒適不愉快。                       | 1. 米沒掏乾淨，牙齒很～殐 2. 不要和他多囉嗦，他人很～殐                                                                                              | 《集韻》“《博雅》：𣨍殐，歹也。” 𣨍，古祿切，音谷。殐，蘇谷切，音速。                                      | 北京方言會說成“格澀”。 |
| 光 | guang4 [kuã ˦˦ ] 音同“貫”        | 動詞，使……光潔。                                       | ～鬍子 | 《集韻》“光：飾色也。古曠切”                                                                               | 漢語有些聲調表語法的殘跡，比如去聲表示使動：使人買mä3，就是mä4賣；使馬飲in3水，就是飲in4馬；使鬍子剃光guang1，就是光guang4鬍子。                                                            |
| 薧 | hao1 [xɔ ˨˩] 音同“蒿”            | 動詞，（食物）乾萎變質。                               | 1.核桃～了 2.《正字通》：“乾魚曰～。凡物乾陳者，皆謂之～” 3.《周禮·天官·䱷人》：“辨魚物為鱻～”                                                       | 《說文解字》（段注本）“薧：從死蒿省聲，呼毛切 ”                                                            | |
| 薅 | hao1 [xɔ ˨˩] 音同“蒿”            | 動詞，揪出來（懲罰）。                                 | 警察把他～起來 | 《類篇》“薅：拔去田艸也。从蓐，好省聲。呼毛切 ”                                                            | |
| 嚇 | hä5 [xɛ ˥] 音同“黑”              | 動詞，吓唬。                                           | 吼聲把他～一跳 | 《字彙》“嚇：呼格切。亨人聲，怒也。 ”                                                                      | |
| 呵 | ho1 [xo ˨˩] 音同“訶”             | 動詞，逢迎、拍馬、使之高興。                           | 這個員工很會～經理 | 《類篇》“呵：虎何切，博雅呵呵，啞啞笑也。一曰氣出。”                                                       | 本有呵護之意。字義又類似“哈韓族”的“哈”字。 |
| 𩑸 | ho1 [xo ˨˩] 音同“訶”             | 動詞，低頭彎腰。                                       | 站直了，不要～腰。 | 《廣韻》“𩑸：傾頭。虎何切”                                                                                 | |
| 蕻 | hong4 [xuŋ ˦˦] 音同去聲“哄”      | 形容詞，形容蔥、蒜氣味濃                               | 蒜多了，味道～ | 《類篇》“蕻：胡貢切。茂也”                                                                                 | |
| 䞀 | hou3 [xəɯ ˨˩˨] 音同“吼”          | 形容詞，貪婪，迫不及待。                               | 1. ～巴巴的搶禮包。 2.吃飯時窮～。 | 《廣韻》“䞀：䞀𧷡，貪財之貌。胡遘切”                                                                       | 《廣韻》是去聲字，南京話多說上聲，略出韻。 |
| 幠 | hu1 [xu ˨˩˨] 音同“呼”            | 動詞，敷上，覆蓋。                                     | 1. 往頭上～藥。 2.《儀禮·士喪禮》：“死于適室，～用斂衾。”                                                                                            | 《說文解字》“幠：覆也。從巾，無聲，荒烏切”                                                                 | |
| 戽 | hu3 [xu ˨˩˨] 音同“虎”            | 動詞，從容器潑灑出來。                                 | 水～了一地 | 《廣韻》“戽：戽斗，舟中渫水器。呼古切”                                                                     | |
| 𣝗 | hu5 [xu ˥ ] 音同“忽”             | 名詞，果核，又引申為淋巴結。                           | 1. 把桃子～吐出來 2. 興得一頭～子 | 《四聲篇海》“𣝗：戶骨切。果子𣝗也”                                                                         | |
| 衁 | huang4 [xuã ˦˦ ] 音同“喚”        | 名詞，凝成塊狀固體供食用的血。                         | 1. 雞～鴨～一起煮 2. 《左傳·昭公十五年》：“士刲羊，亦無～也。”                                                                                       | 《廣韻》“衁：血也。呼光切”                                                                                 | 《廣韻》是平聲字，南京話多說去聲，略出韻。 |
| 耲 | huä1 [xuɛ ˧˩ ] 音同“懷”變陰平    | 動詞，（用工具）撥。                                   | 1.把飯往嘴裏～ 2.我一～就把他拳頭擋開了 | | 北方有耲耙，讀陽平 |
| 鯶 | huen4 [xuə̃ ˦˦ ] 音同“混”         | 名詞，泛指常吃的淡水魚。                               | 1. 今天買了條青～子。 2.《元詩選·陽羅堡歌》：“～公盈尺不論價，翛然一笑生清歡。”                                                                      | 《廣韻》“鯶：魚名。胡本切”                                                                                 | 《唐律》稱鯉爲赤鯶。今南京話中青鯶子指青魚，草鯶子指草魚。 |
| 勩 | i4 [i ˦˦] 音同“意”               | 形容詞，久用而磨損                                     | 1.衣領子磨～了 2.《詩經·雨無正》:“正大夫離居、莫知我～。”                                                                                            | 《說文解宇》（段注本）“勩：勞也。凡物久用而勞敝曰勩。從力，貰聲，余制切。”                                 | |
| 瞖 | i4 [i ˦˦] 音同“意”               | 名詞，白内障，也指生白内障時眼中的白膜。               | 1.眼睛生～子。 2.《宋史·謝皇后傳》：“后生而～一目。”                                                                                                 | 《正字通》“瞖：余計切，音意，目障也。”                                                                     | |
| 瘞 | i4 [i ˦˦] 音同“意”               | 名詞，墳墓                                             | 1. 墳～堆兒 2.唐代李洞《斃驢詩》：“蹇驢秋斃～荒田”                                                                                                   | 《玉篇》“瘞：倚厲切。幽也，藏也，埋也。”                                                                   | |
| 襾 | ia4 [ia ˦˦ ] 音同“亞”            | 動詞，虛掩，覆蓋                                       | 1.門～一道縫 2.汪榮寶《法言義疏·寡見卷第七》： “考事～笮，邀遮其辭，得實曰核。”                                                                      | 《說文解字》（大徐本）“襾，覆也。衣駕切。”                                                                 | “覆”的形旁就是此字。古人也會用通假字“亞”，比如《董西廂》有“幾間寮舍，半亞朱扉。” |
| 掗 | ia4 [ia ˦˦] 音同“亞”             | 動詞，強行擠入                                         | 1.～隊 2.小孩不肯吃飯，就把飯～下去 3. 《醒世恆言·賣油郎獨占花魁》：“將銀子～在秦重袖內”                                                             | 《字彙》“掗：衣架切，音亞。強與人物。”                                                                     | |
| 𨁍 | iän4 [ iɛ̃ ˦˦] 音同“燕”           | 形容詞，（小孩）調皮搗蛋，不守規矩。                   | 不要～了，快上牀睡覺。 | 《廣韻》“𨁍：行不正也。吾甸切。”                                                                           | |
| 䬬 | iang4 [iã ˦˦] 音同“樣”           | 形容詞，飽、膩                                         | 菜太油，我都吃得～住了。 | 《廣韻》“䬬：飽也。於亮切”                                                                                 | |
| 袷 | ja5 [tɕa ˥] 音同“夾”             | 名詞，雙層無絮的衣物。                                 | 1. 千層～不低一層棉 2.《四書章句集注》：“春服單～之衣。”                                                                                             | 《說文解字》（大徐本）“袷：衣無絮。從衣，合聲。古洽切。”                                                   | |
| 揀 | jän3 [tɕɛ̃ ˨˩˨] 音同“簡”          | 動詞，選擇，挑選                                       | 1. 買西瓜～大的拿 2.～菜 3. 韓愈《贈張籍詩》：“吾愛其風骨，粹美無可～。”                                                                             | 《龍龕手鏡》“揀：練簡二音。擇也。”                                                                         | |
| 檵 | ji4 [tɕi ˦˦] 音同“繼”            | 名詞，枸杞                                             | 1. 給你吃點兒枸～子湯。 2.《爾雅》：“杞，枸～” | 《廣韻》“檵：枸杞。”古詣切                                                                                 | |
| 糺 | jou3 [tɕəɯ ˨˩˨] 音同“九”         | 動詞，擰（潮濕的洗滌物）。                             | 1. 把衣服～乾 2.《太玄經·太玄圖》：“息與消～，貴與賤交”                                                                                              | 《類篇》“糺：吉酉切。說文：繩三合也”                                                                       | |
| 痀 | jü1 [tɕy ˧˩] 音同“居”            | 名詞，胸骨突起的畸形，雞胸。                           | 1.駝子配～子 2.《莊子·達生》:“仲尼適楚，出於林中，見～僂者承蜩，猶掇之也。”                                                                          | 《說文解字》“痀：曲脊也，其俱切。”                                                                         | |
| 𠖫 | kang3 [kã ˨˩˨] 音同“坎”          | 動詞，蓋                                               | 把蓋子～到鍋上 | 《集韻》“𠖫：蓋也。古禫切”                                                                                 | 按中古反切音，讀音本該同“感”。不過不論粵語還是淮語都把聲母說成送氣音。粵語會寫俗字“冚”；淮語則有吳敬梓假借“坎”，如《儒林外史》四十一回有“一頂破毡帽坎齊眉毛”。                              |
| 愒 | kä4 [kʰɛ ˦˦] 音同“開”變去聲      | 動詞，消磨時間                                         | 1.快上學去，不要～了。 2.《左傳·昭公元年》：“翫嵗而～日，其與几何？”                                                                                 | 《類篇》“愒：丘蓋切。貪也”                                                                                 | |
| 顉 | ken1 [kʰə̃ ˧˩] 音同“坑”           | 形容詞，駝                                             | 1.坐直了不要～背 2. 《漢書·揚雄傳下》:“～頤折頞” | 《廣韻》“顉：曲頤。去金切。”                                                                               | 中古擬音[kʰɨm]，按中古音到現代南京音的演變規律，南京音應該讀如“欽”，不過此處發音滯古，聲母未變。                                                                                            |
| 垠 | ken4 [kʰə̃ ˦˦] 音同“坑”變去聲     | 名詞，搓皮膚搓出的污垢；盆桶上蒙的污垢層。             | 1.搓澡搓出好多～ 2.水池上一層老～ | 《集韻》“垠：土起有跡。苦恨切。”                                                                           | |
| 㽿 | ko1 [kʰo ˧˩] 音同“棵”            | 名詞，皮膚上的小痘痘                                   | 背上生一個～～ | 《玉篇》“㽿：古禾切。瘡也” 《類篇》“㽿：或又並苦禾切”                                                      | |
| 䯊 | ko1 [kʰo ˧˩] 音同“棵”            | 名詞，膝蓋骨                                           | ～膝頭 | 《廣韻》“䯊：苦何切。膝骨。”                                                                               | |
| 蜷 | kuang2 [kuã ˩˧] 音同“狂”         | 動詞，卷曲，卷縮                                       | 1.～毛 2.把腿～起來 3. 《淮南子·精神訓》:“膝上叩頭，～局而諦”                                                                                        | 《廣韻》“蜷：蟲形詰屈。巨員切”                                                                             | 中古擬音[gʉæn]，按中古音到現代南京音的演變規律，南京音應該讀如“權”，不過此處發音滯古。 |
| 𦆻 | la5 [la ˥ ] 音同去聲“臘”         | 名詞，巾帕                                             | 手～兒 | 《五音集韻》“𦆻𦅶：繒𦆻。盧合切”                                                                           | 南京話中此字必兒化，“手𦆻兒”讀做ler5，手帕的意思。《切韻》收錄的是民間訛俗字“𦅶”。 |
| 盪 | lang3 [lã ˨˩˨ ] 音同“朗”         | 動詞，沖洗                                             | 把碗兒～一下 | 《玉篇》“盪：徒黨切，搖動也，滌器也。”                                                                     | 徒黨切按律在南京話中本應讀dang4。lang3在聲調上滯於中古，沒濁上變去，聲母l則是滯於上古。 |
| 攤 | lang4 [lã ˦˦ ] 音同“浪”          | 動詞，按                                               | ～住這個彈簧 | 《玉篇》“攤：奴旦切，按也。”                                                                               | 按玉篇記載，“攤”字中古有兩個讀音，一個讀如去聲“難”，意為按，一個讀如陰平“攤”，意為鋪開。普通話只傳承後一個讀音。                                                                            |
| 𩅠 | lang4 [lã ˦˦ ] 音同“浪”          | 動詞，泥濘                                             | 雨後地太～ | 《玉篇》“𩅠：尼賺切，泥也。”                                                                               | |
| 獰 | len2 [lə̃ ˩˧] 音同“楞”            | 動詞，惡狠狠地瞪眼                                     | 他往小孩一～，小孩嚇哭了 | 《廣韻》“獰：惡也。乃庚切。”                                                                               | 根據中古音到現代北方話的演變規律，“獰”韻母應該是eng。北京話讀ing，是民間用半邊音讀白字了。受推普影響，“猙獰”南京人也讀成“零”，已不再符合疊韻。正確讀音zheng1neng2，則保持疊韻聯綿詞的特徵。 |
| 𤃀 | li4 [li ˦˦] 音同“隸”             | 動詞，滴                                               | 菜剛洗過，要～一下水 | 《玉篇》“𤃀：力涕切。滴也。”                                                                               | |
| 泥 | li4 [li ˦˦] 音同“膩”             | 動詞，塗抹（水泥等）把表面填平 名詞，抹平墻的膏狀物    | 1.往墻上～水泥 2.明天買個～子把牆～一下 3.《世說新語·汰侈》：“王以赤石脂～壁。”                                                                      | 《集韻》“泥：乃計切。滯也。”                                                                               | 按廣韻記載，“泥”字中古有兩個讀音，一個讀如平聲，是名詞，表示水土混合物。一個讀如去聲，是動詞，意思是使泥滯留。今民間假借“膩”字。                                                            |
| 嫽 | liao2 [liɔ ˩˧] 音同“遼”          | 動詞，逗弄                                             | ～小孩兒 | 《廣韻》“嫽：相嫽戲也。落蕭切”                                                                             | |
| 䩍 | liao3 [liɔ ˨˩˨] 音同“了”         | 形容詞，蒼白的樣子                                     | 嚇得臉白～～的 | 《玉篇》“䩍：力小切。面白貌”                                                                               | |
| 攞 | lo3 [lo ˨˩˨] 音同“裸”            | 動詞，收攏                                             | 1. 把桌上的花生殼～到撮簸裏 2. 元代《來生債·楔子》：“我～了這文書，點個燈來燒了者。”                                                                 | 《玉篇》“攞：力多、力可二切。揀攞也”                                                                       | |
| 儱 | long2 [lũ ˩˧] 音同“龍”           | 形容詞，儱倲，形容老人行動或頭腦遲緩                   | 這人才五十多嵗，都～倲了。 | 《集韻》“儱：儱倲，劣也”盧東切                                                                             | |
| 㳶 | lou3 [ləɯ ˨˩˨] 音同“簍”          | 形容詞，瓜擺久變質，產生酒味。                         | 這個西瓜～了，摔掉吧。 | 《集韻》“㳶：《說文》‘水也，一曰酒也’”乃后切                                                               | |
| 礧 | luei2 [luəi ˩˧] 音同“雷”         | 形容詞，礧䃍，形容笨重複雜得難以收拾，也指人無能。     | 1.這麼大的櫥搬起來真～䃍。 2. 這人做事～䃍死了。 | 《廣韻》“礧：礧䃍，重也。”盧對切 《集韻》“礧：擊也。”盧回切                                                | 礧䃍是疊韻連綿詞，《廣韻》記錄為去聲，今南京話讀成平聲，略出韻，但《集韻》“礧”有平聲的記錄。另《廣韻》還有上聲疊韻連綿詞“𨻾𡑈”“頛頧”“𦢏𦞙”都讀做luei3 duei3,意思和礧䃍相近，是同源詞。      |
| 鑢 | lü4 [ly ˦˦] 音同“慮”             | 動詞，摩擦使之破裂                                     | 1.鐵絲把手～一道口子 2. 《唐語林·卷五·補遺》：“出懷中錯，～磬數處”                                                                                   | 《龍龕手鏡》“鑢：音慮。錯也。”                                                                             | |
| 蛨 | ma5 [ma ˥ ] 音同“㩢”             | 名詞，蛨蚱，即蚱蜢。                                   | 1. 到田裏捉～蚱 2. 《說文解字注》：“北人所謂～蚱，江南人謂之蝗蟲”                                                                                    | 《廣韻》“虴蛨，蟲。莫白切”                                                                                 | 中古擬音[mrak]，按中古音到現代南京音的演變規律，南京音應該讀如“陌”，不過此處主元音滯古。 |
| 眊 | mao1 [mɔ ˨˩] 音同“毛”變陰平      | 形容詞，眼睛看不清，視力差。                           | 1.他是個～子 2.《孟子·離婁上》：“胸中不正，則眸子～焉。”                                                                                             | 《玉篇》“眊：莫到、莫角二切。不明貌。”                                                                     | 本是去聲字，南京話讀成陰平，出韻。 |
| 𡬍 | mi1 [mi ˨˩ ] 音同“米”變陰平      | 動詞，打個盹                                           | 午飯後小～一下 | 《說文解字》（大徐本）“𡬍：寐而未厭。從㝱省，米聲。莫禮切。”                                               | 本是上聲字，南京話說成陰平，出韻。 |
| 渳 | mi1 [mi ˨˩ ] 音同“米”變陰平      | 動詞，飲、喝（酒）                                     | ～一口酒 | 《說文解字》（大徐本）“渳：飲也，水弭聲。綿婢切。”                                                         | 本是上聲字，南京話說成陰平，出韻。 |
| 摩 | mo4 [mo ˦˦ ] 音同去聲“磨”        | 動詞，移動                                             | 把電視機朝我這邊～一下 | 《集韻》“摩：揅也。莫臥切。”                                                                               | |
| 訛 | o2 [o ˩˧ ] 音同“俄”              | 名詞，錯誤。動詞，差，誤。                             | 1.門和門寬～過三公分 2.他～一點兒就從梯子上掉下來了 3.以～傳～                                                                                       | 《龍龕手鏡》“訛：五戈反。謬也、偽也、詭也、動也；又化也、言也。                                            | ～過的“過”讀作輕聲。 |
| 䌟 | pä5 [pʰɛ ˥ ] 音同入聲“拍”        | 名詞，手絹                                             | 手～ | 《類篇》“䌟：……織絲帶也，又匹麥切”                                                                         | 普通話pa4寫成“帕”是對的。《龍龕手鏡》“帕：普嫁反”。“帕”南京話也應讀如“怕”，但是南京話不說“手帕pa4”而說成“手䌟pä5”                                                                           |
| 披 | pi1 [pʰi ˧˩] 音同“批”            | 動詞，開裂，分開                                       | 1.木板被釘～了 2.～頭散髮 3.《史记·五帝本纪》：“～山通道，未嘗寧居。”                                                                                | 《廣韻》“批：開也，分也，散也。敷羈切”                                                                     | |
| 飄 | piao2 [pʰiɔ ˩˧] 音同“瓢”         | 形容詞，扭曲不正                                       | 1.自行車輪子有點～ 2.她嘴一～，快哭了 | 《集韻》“飄:囘風曰飄。毗霄切”                                                                              | 按廣韻記載，“飄”字中古有兩個讀音，一個讀如陽平“瓢”，一個讀如陰平“漂”。普通話只傳承後一個讀音。                                                                                              |
| 番 | po2 [pʰo ˩˧] 音同“婆”            | 量詞，次、回。                                         | 這遊戲他玩了兩～兒。 | 《漢書顏氏音註》“師古曰：「番音蒲何反。」”                                                                 | 南京話的此字在此用法中必兒化成番兒per2。 |
| 抪 | pu1 [pʰu ˧˩] 音同陰平“鋪”        | 動詞，湯沸騰溢出                                       | 飯～了 | 《龍龕手鏡》“抪：《玉篇》普胡反，開張遍布也。”                                                             | |
| 酺 | pu2 [pʰu ˩˧] 音同“葡”            | 動詞，大吃大喝，猛吃。                                 | 1.注意吃相，不要拼命～菜。 2.《太平御覽·雲》：“符堅時有黃雲五色，時以為瑞，賜民～五日。”                                                             | 《玉篇》“酺：步胡蒲故二切，大飲酒也。”                                                                     | |
| 翹 | qao2 [tɕʰɔ ˩˧] 音同“橋”          | 動詞，因受潮或暴曬而變形                               | 門板～了 | 《說文解字》（段注本）“翹：尾長毛也。尾長毛必高舉。故凡高舉曰‘翹’。從羽堯聲，渠遙切。”                     | |
| 蹻 | qao2 [tɕʰɔ ˩˧] 音同“橋”          | 形容詞/名詞，傲慢，擺架子                              | 只有他會修車，所以他拿～了。 | 《廣韻》“蹻：驕也，慢也。巨嬌切。”                                                                         | 蹻還有一個去遙切的讀音qao1，和“蹺”同音同意，通“蹺”。把腳蹺在高處，也是傲慢的姿態。 |
| 鵮 | qän2 [tɕʰɛ̃ ˩˧] 音同“鉗”          | 動詞，鳥啄物                                           | 1.大公鷄把娃娃～哭了。 2.《全唐詩·巫廟》:“翔集托陰險，～啄貪膻腥。” 3.《西游記》“今卻被小雁兒～了眼睛。”                                             | 《廣韻》“鵮：鳥啄物也。又苦咸切。”                                                                         | |
| 凜 | qin2 [tɕʰin ˩˧] 音同“琴”         | 動詞，因冷而發抖                                       | 冷得發～ | 《龍龕手鏡》“凜：巨金反，寒貌。又力稔反。”                                                                 | “凜”字中古有兩個讀音，一個讀如“琴”，一個讀如“廩”。普通話只傳承後一個讀音，如“凜冽”。 |
| 糗 | qou3 [tɕʰəɯ ˨˩˨] 音同“求”變上聲  | 動詞，粘、黏。                                         | 1.麵煮好不吃，一刻兒就～在一起了。 2.你怎麽和那些社會青年～在一起不學好？ 3.《管子·地員》“其泉黃而～”                                                | 《說文》“糗：熬米麥也。去九切”                                                                             | |
| 敠 | qüe3 [tɕʰye ˨˩˨] 音同“瘸”變上聲  | 動詞，手持兩端施力折斷。                               | 把竹竿一～兩半 | 《集韻》“敠：斷也。促絕切。”                                                                               | 本是入聲字，按律應該說尖音入聲cüe5，但是南京白讀成團音上聲qüe3，應是受北方官話影響。 |
| 肉 | rou4 [ʐəɯ ˦˦] 音同“柔”變去聲     | 形容詞，柔軟不脆。引申為不乾脆、行動遲緩               | 1.這西瓜瓤太～ 2.快出發，不要～了 | 《說文解字》“肉：胾肉，象形。如六切。”                                                                     | 本是入聲字，按律讀如ru5，但是南京白讀成去聲rou4，應是受北方官話影響。 |
| 朒 | ru5 [ʐu ˥] 音同“褥”              | 動詞，扭傷                                             | 1. ～了腰 2.《水滸傳》四十二回：“也有閃～腿的，扒得起來奔命。”                                                                                       | 《玉篇》“朒：女六切。縮朒不寬舒貌。”                                                                       | |
| 𡐥 | sa5 [sa ˥] 音同“薩”              | 動詞，容器中堆得太滿，從邊上掉落出來                   | 運煤車～得滿道四處 | 《集韻》“𡐥：悉盍切。𡐥𡐥，土墮貌”                                                                         | |
| 靸 | sa5 [sa ˥] 音同“薩”              | 動詞，腳拖著鞋子                                       | 1. ～鞋 2. 元代陶宗儀《南村輟耕錄·卷十八·靸鞋》：“西浙之人，以草為履而無跟，名曰：‘～鞋’。”                                                          | 《說文解字》（段注本）“靸：小兒履也。從革，及聲，穌合切。”                                                 | |
| 𢜶 | sao4 [sɔ ˦˦ ] 音同“嫂”變去聲     | 形容詞，快。                                           | 你～點兒，我都等急了 | 《類篇》“𢜶：先到切。快也”                                                                                 | |
| 韶 | shao2 [ʂɔ ˩˧ ] 音同“少”變陽平    | 形容詞，囉嗦、喋喋不休。                               | 1. ～老太 2. 《紅樓夢》二十四囘：“賈蕓聼他～叨的不堪，便起身告辭。”                                                                                  | 《廣韻》“韶：舜樂也。紹也。市昭切。”                                                                       | |
| 潲 | shao4 [ʂɔ ˦˦ ] 音同“哨”          | 動詞，雨水斜落。                                       | 快關門，雨要～進房間了。 | 《廣韻》“潲：雨濺也。所教切。”                                                                             | |
| 嗍 | sho5 [ʂo ˥] 音同“說”             | 動詞，吮吸                                             | 1. 小孩～指頭 2. 清代邵長蘅《吳趨吟·重賦》：“刮膏～民髓，髓竭國亦僵。”                                                                               | 《正字通》“嗍：色角切，《說文》：吮也”                                                                     | |
| 漺 | shuang3 [ʂuã ˨˩˨] 音同“爽”       | 動詞，滴乾淨                                           | ～～水 | 《廣韻》“漺：淨也。疏兩切”                                                                                 | |
| 勨 | siang4 [siã ˦˦] 音同“象”         | 形容詞，慢                                             | 他做什麽事都喜歡～ | 《說文解字》“勨：繇緩也。从力象聲，余兩切。” 《廣韻》“勨：勉也，又音‘象’。”                                | |
| 餳 | sin2 [sĩ ˩˧] 音同“心”變陽平      | 形容詞，不結實、不牢靠、軟、冄。                       | 1.這椅子有點兒～。 2.《紅樓夢》：“寶玉便覺眼～骨軟”                                                                                                  | 《廣韻》“餳：飴也，徐盈切。”                                                                               | 飴是軟餹。引申為鬆軟、不結實。 |
| 殐 | su5 [su ˥ ] 音同“速”             | 形容詞，𣨍殐，令人不舒適不愉快。                       | 1. 米沒掏乾淨，牙齒很𣨍～ 2. 不要和他多囉嗦，他人很𣨍～                                                                                              | 《集韻》“《博雅》：𣨍殐，歹也。” 𣨍，古祿切，音谷。殐，蘇谷切，音速。                                      | 北京方言會說成“格澀”。 |
| 䇓 | sü1 [sy ˧˩] 音同“須”             | 形容詞，等得坐不住而站起來等，形容等得失去耐心         | 不要～，一會兒就好 | 《說文解字》（段注本）“𩓣：立而待也。從立，須聲，相俞切。”                                                 | |
| 旋 | süän4 [syɛ̃ ˦˦] 音同“漩”          | 副詞，表臨時、現時之動作                               | 1. ～做的包子。 2.元代喬吉《滿庭芳·活魚旋打》：“活魚～打，沽些村酒，問那人家。”                                                                      | 《廣韻》“旋：遶也。辝戀切。”                                                                               | |
| 鏇 | süän4 [syɛ̃ ˦˦] 音同“漩”          | 動詞，切去，閹割                                       | 1. ～鷄 2.《西遊記·姹女求陽 元神護道》: ～皮茄子鵪鶉做，剔種冬瓜方旦名。                                                                             | 《廣韻》“鏇：轉軸裁器。辝戀切。”                                                                           | 鏇本指旋轉的切割刀，用於閹割牲畜。 |
| 搨 | ta5 [tʰa ˥] 音同“塌”             | 動詞，塗抹                                             | 1. 往臉上～雪花膏 2.《初刻拍案驚奇》：“祝枝山～子幾筆，便直上兩數銀子。                                                                              | 《正字通》“搨：徒達切，音榻。手打”                                                                         | 假借字 |
| 㿹 | ta5 [tʰa ˥] 音同“獺”             | 動詞，（皮）受傷掀脫                                   | 膝蓋擦了一下，～皮了 | 《類篇》和《四聲篇海》:“㿹，他達切，皮起”                                                                  | |
| 㣵 | ta5 [tʰa ˥] 音同“獺”             | 動詞，錯過、沒趕上                                     | 上一趟公交車～掉了 | 《集韻》“㣵：……行不相遇。他達切”                                                                           | |
| 舚 | tiän4 [tʰiɛ̃ ˦˦] 音同“天”變去聲   | 動詞，伸舌（沾） 名詞，（蛇）舌                        | 1. ～一下嘴唇 2. 蛇～子 | 《廣韻》“舚：舌出貌。他念切。”                                                                             | |
| 掭 | tiän4 [tʰiɛ̃ ˦˦] 音同“天”變去聲   | 動詞，用毛笔蘸墨汁在砚台上弄均匀                       | 1. ～毛筆 2. 《西游记》：“那判官慌忙捧笔,饱～浓墨。”                                                                                                 | 《彙音寳鑑》“掭：剔燈杖也。”兼上去聲                                                                       | |
| 捅 | tong3 [tʰuŋ ˨˩˨] 音同“桶”        | 動詞，挪移                                             | 把桌子～到旁邊去 | 《廣韻》“捅：進前也。他孔切。”                                                                             | |
| 烏 | u1 [u ˨˩] 音同“污”               | 動詞，熄滅。                                           | 1. ～燈瞎火 2.爐子～了 | | |
| 䛩 | u3 [u ˨˩˨ ] 音同“五”             | 形容詞，差                                             | 1. 這人的人品真～歹 2. 這麽～歹的衣裳，叫花子都不會要 3. ～兒歹鬼。                                                                                  | 《玉篇》“䛩：烏古切，相毀貌”                                                                               | |
| 屋 | u5 [u ˥ ] 音同“物”               | 名詞，叔叔，稱父親的弟弟                               | 1. 這是他的阿～ 2. 我去二～家。 | | “屋”相當於“房”。過去幾個兒子也會叫“長房”“二房”“三房”…… 老南京話中“屋”的用法類似。 |
| 搲 | ua3 [ua ˨˩˨] 音同“瓦”            | 動詞，用手或瓢舀出                                     | 1. 從缸裏～一碗米 2.元代《陳州糶米·第一折》：“他那邊又～了些米去了。”                                                                                | 《類篇》“搲：烏化切。吳人謂挽曰搲，或作攨。搲，又烏瓜切，手捉物。”                                         | 本是去聲字，南京話說成上聲，出韻。 |
| 枵 | xao1 [ɕɔ ˧˩] 音同“囂”            | 形容詞，薄，不厚                                       | 這本書比那本 ～ 2.明《天工开物》：“又有蕉纱，乃闽中取芭蕉皮析缉为之，轻细之甚，值贱而质～，不可为衣也。”                                             | 《說文解字》（大徐本）“枵：虛也。許矯切。”                                                                 | |
| 臖 | xin4 [ɕin ˦˦] 音同“興”           | 動詞，腫                                               | 1. 傷口～起來了。 2. ～得一頭𣝗子。 3.北宋《急救仙方》：“瘡口必有數日～作疼痛”                                                                       | 《廣韻》“臖：腫起。許應切。”                                                                               | |
| 嗅 | xou4 [ɕəɯ ˦˦] 音同“休”變去聲     | 動詞，吸、嗍                                           | ～一口汁。 | 《集韻》“嗅：許救切，鼻就臭也。”                                                                           | 本指鼻子吸，後轉指嘴吸。類似“聞”本指耳聞，後轉指鼻子聞。 |
| 𥈆 | xü5 [ɕy ˥ ] 音同“蓄”             | 動詞，眯起眼睛看                                       | 他近視，看東西～啊～的。 | 《廣韻》“𥈆：細視。許竹切”                                                                                 | |
| 暄 | xüän1 [ɕyɛ̃ ˧˩ ] 音同“喧”         | 形容詞，新蒸好的發酵麵食鬆軟多孔。                     | 這饅頭很～。 | 《廣韻》“暄：溫也，況袁切”                                                                                 | |
| 灒 | zang4 [tsã ˦˦] 音同“贊”          | 動詞，濺                                               | 你摔個石頭到泥潭裏頭，結果髒水～到我的衣服上了 | 《說文解字》（段注本）“灒：污灑也。江南言‘灒’，子旦反。”                                                   | |
| 甑 | zen4 [tsə̃ ˦˦] 音同“贈”           | 名詞，蒸食物的炊具                                     | 1.～耳糕 2. 《孟子·滕文公上》：“許子以釜~爨” | 《龍龕手鏡》“甑：子孕反。炊器也”                                                                           | |
| 奓 | zha1 [tʂa ˧˩] 音同“渣”           | 動詞，張開，敞開                                       | 1. 嘴巴～開，醫生要檢查 2. 把腿～開 3.《莊子·知北遊》:“日中～戶而入”                                                                                 | 《龍龕手鏡》“奓：陟加、陟嫁二反。張也，開也”                                                               | |
| 奓 | zha1 [tʂa ˧˩] 音同“渣”           | 名詞，拇指與食指（或中指）張開之距離                   | 杌子有兩～寬 | 《龍龕手鏡》“奓：陟加、陟嫁二反。張也，開也”                                                               | |
| 煠 | zha5 [tʂa ˥ ] 音同“渣”變入聲     | 動詞，一種烹飪方法。將食物置入熱湯或熱油中，待沸即出。 | 1. 油條是用油～出來的。 2.《農政全書·荒政·救荒本草一》：“野生薑……採嫩葉～熟，水浸淘去苦味，油鹽調食。”                                               | 《四聲篇海》“煠：士洽切，煮煠也。”                                                                         | 民間會誤用“炸”，“炸”是去聲，沒有入聲讀法，而且沒有油煎的意思。 |
| 㔆 | zhang1 [tʂã ˧˩] 音同“簪”         | 動詞，砍斷（肉）                                       | 1.白~雞 2. 把肉～好，做肉圓 | 《類篇》“㔆：……刺也，又壯咸切”                                                                             | |
| 紾 | zhen4 [tʂə̃ ˨˩˨] 音同“診”         | 動詞，糺、擰（毛巾等）                                 | 1.～一把毛巾搽搽汗 2. 《孔叢子·廣器》：“繆而～之為索。”                                                                                              | 《說文解字》“紾：轉也。……之忍 切。”                                                                        | |
| 丵 | zho5 [tʂo ˥ ] 音同“捉”           | 量詞，計算簇擁在一起的草或毛髮。                       | 他頭上衹留一～毛 | 《廣韻》“丵：叢生草”士角切                                                                                 | |
| 鈆 | zhong1 [tʂũ ˧˩] 音同“中”         | 名詞，本指鐵，今天把鋁俗稱鋼鈆                         | 鋼～鍋 | 《集韻》“鈆：鐵也”諸容切                                                                                   | 鋼鈆，現在南京話指鋁。 |
| 扭 | zhou3 [tʂəɯ ˨˩˨] 音同“帚”        | 動詞，擰轉。形容詞，性格倔強、擰。                     | 1.把螺絲～上去。 2.他太～，不聼人勸。 | 《類篇》“扭：陟柳切。手轉也”                                                                               | “扭”字中古有兩個讀音，一個讀如“肘”，一個讀如“紐”，都是轉動的意思。南京話常說成陽平第二聲，略出韻。北京話會寫成“軸”，軸本是入聲字，應讀如“竹”，不是本字。                                    |
| 膪 | zhuä4 [tʂuɛ ˦˦] 音同“拽”         | 名詞，鬆軟偏肥的肉。                                   | 筋筋～～ | 《廣韻》“膪：亦作䐱，腏肉也，竹賣切”                                                                       | 普通話審音聲母為ch，出韻。 |
| 䂑 | zi1 [tsi ˧˩ ] 音同“濟”變陰平     | 形容詞，短小的樣子。                                   | 1.這猴子長得小～～的。 2.小而寒～。 | 《集韻》“䂑：𥏠䂑，短小貌。牋西切。”                                                                       | |
| 㾭 | ziou4 [tsiəɯ ˦˦] 音同“就”        | 動詞，痙攣，抽筋。                                     | 1.我腿～筋了。 2. 《爾雅》：“蚌聞雷則～” | 《集韻》“㾭：縮也。即就切。”                                                                               | |
| 𡎺 | zu5 [tsu ˥ ] 音同“足”            | 動詞，堵塞。 名詞，塞子                                | 1.把水瓶口～起來 2.熱水瓶塞子也叫～子 | 《玉篇》“𡎺：側六切。塞也”                                                                                 | |
| 𧙁 | zy4 [tsɿ ˧˩ ] 音同“字”           | 形容詞，皺縮。                                         | 衣服洗～了，不能穿了。 | 《廣韻》“𧙁：爭義切，衣不展也。”                                                                           | |